# Aéroport de Hakodate
Pour les articles homonymes, voir HKD.
L'aéroport de Hakodate (函館空港, Hakodate Kūkō), code IATA : HKD • code OACI : RJCH, est l'aéroport de la ville de Hakodate à Hokkaidō au Japon. Il est situé à 7,6 km de Hakodate. Il est géré par le ministère du Territoire, des Infrastructures, des Transports et du Tourisme. Il a ouvert en 1961, sa piste d'atterrissage a été rallongé en 1971, 1978 et 1999.
Le pilote soviétique Viktor Belenko y fit défection le 6 septembre 1976 avec un MiG-25 après un vol de 990 km en basse altitude sans être détecté.

## Situation

### Carte des 50 principaux aéroports du Japon
| Akita Amami Aomori Asahikawa Chūbu Fukuoka Fukushima Hakodate Hanamaki Hiroshima Ibaraki Ishigaki Izumo Kagoshima Kansai Kitakyushu Kobe Kōchi Komatsu Kumamoto Kumejima Kushiro Iwakuni Matsuyama Memanbetsu Miho-Yonago Misawa Miyako Miyazaki Nagasaki Nagoya Naha Tokyo · Narita Niigata Ōita Okayama Osaka Saga Sendai Shin-Chitose Shizuoka Shonai Takamatsu Tokachi-Obihiro Tokushima Tokyo · Haneda Tottori Toyama Tsushima Yamaguchi Ube |

## Compagnies aériennes et destinations

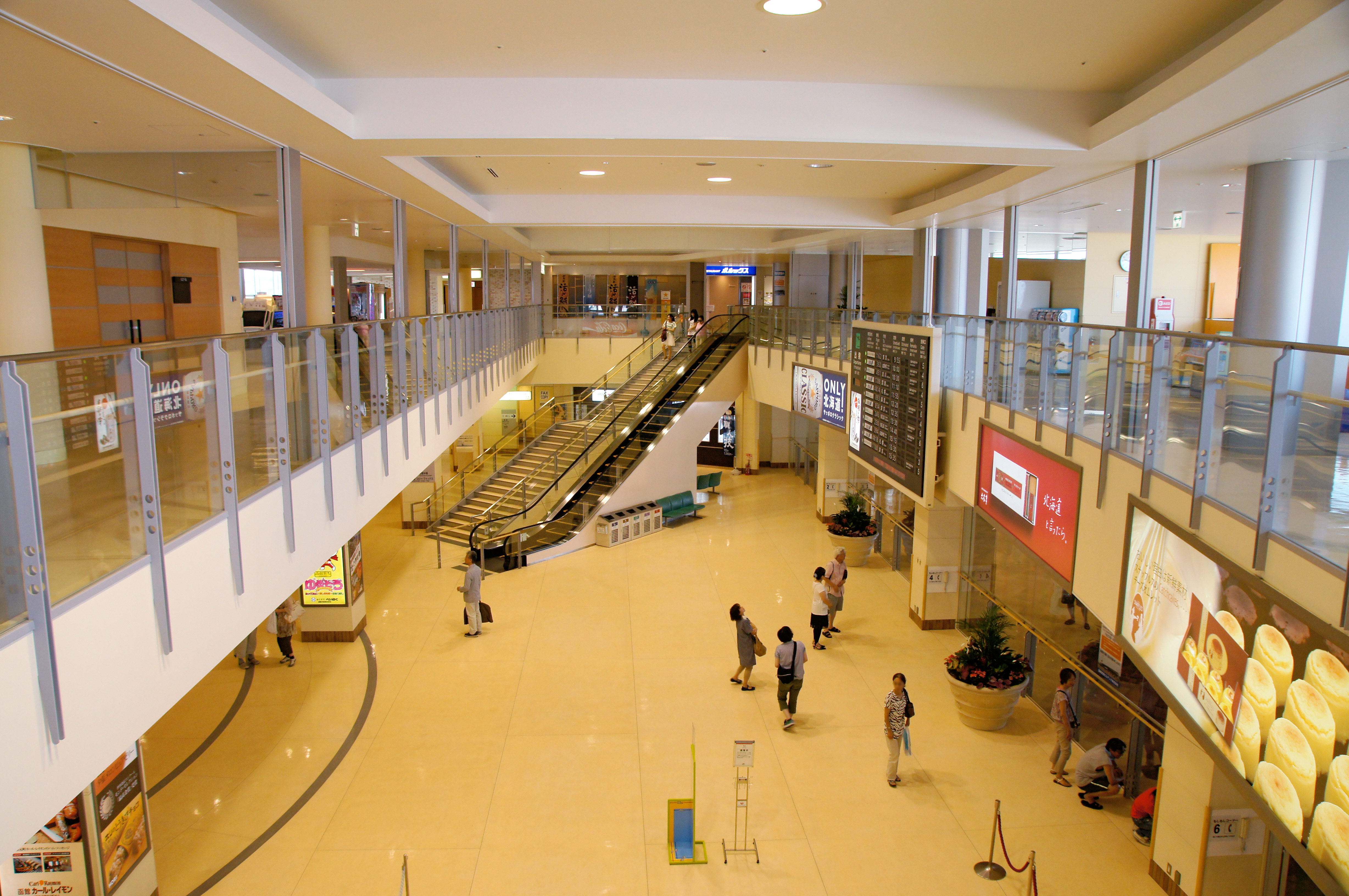
Départs

| Compagnies                             | Destinations                        |
| -------------------------------------- | ----------------------------------- |
| Air Do                                 | Tokyo-Haneda                        |
| All Nippon Airways                     | Nagoya-Chūbu, Osaka, Tokyo-Haneda   |
| All Nippon Airways opéré par ANA Wings | Shin-Chitose                        |
| China Airlines                         | Charter : Taïwan-Taoyuan            |
| China Eastern Airlines                 | En saison : Hangzhou-Xiaoshan       |
| EVA Air                                | Taïwan-Taoyuan                      |
| Hokkaido Air System                    | Okushiri (en), Sapporo-Okadama (en) |
| Japan Airlines                         | Tokyo-Haneda En saison : Osaka      |
| Japan Airlines opéré par J-Air         | Osaka                               |
| Okay Airways                           | En saison : Xi'an-Xianyang          |
| Tianjin Airlines                       | En saison : Tianjin Binhai          |
| Tigerair Taiwan                        | Taïwan-Taoyuan                      |

Édité le 09/01/2020

## Statistiques
Pour des raisons techniques, il est temporairement impossible d'afficher le graphique qui aurait dû être présenté ici.

Voir la requête brute et les sources sur Wikidata.

## Sources
1. ↑  « Okay Airways schedules Xi’An - Hakodate flight in Dec 2016 », routesonline (consulté le 23 novembre 2016)

- (en) Cet article est partiellement ou en totalité issu de l’article de Wikipédia en anglais intitulé « Hakodate Airport » (voir la liste des auteurs).